# Latakabia Sonrai
Latakabia Sonrai (auch: Latakabié Songhai, Latakabiey, Latakabiey Songhay) ist ein Dorf in der Landgemeinde Namaro in Niger.

## Geographie
Das von einem traditionellen Ortsvorsteher (chef traditionnel) geleitete Dorf liegt am rechten Ufer des Flusses Niger. Es befindet sich rund neun Kilometer nordwestlich des Hauptorts Namaro der gleichnamigen Landgemeinde, die zum Departement Kollo in der Region Tillabéri gehört. Im Südosten grenzt Latakabia Sonrai („Latakabia der Songhai“) an das Nachbardorf Latakabia Peulh („Latakabia der Fulbe“). Zu weiteren Siedlungen in der näheren Umgebung von Latakabia Sonrai zählen stromaufwärts im Nordwesten Tounga, auf einer vorgelagerten Flussinsel im Norden Sorbon Goungou sowie am gegenüberliegenden Flussufer Karman Tonka im Nordosten und Koria Haoussa im Osten.
Latakabia Sonrai ist Teil der Übergangszone zwischen Sahel und Sudan. Die durchschnittliche jährliche Niederschlagshöhe beträgt hier zwischen 400 und 500 mm.
Folgende Vogelarten wurden am Fluss beobachtet:
- Flussuferläufer (Actitis hypoleucos)
- Blaustirn-Blatthühnchen (Actophilornis africanus)
- Silberreiher (Ardea alba)
- Graureiher (Ardea cinerea)
- Mittelreiher (Ardea intermedia)
- Schwarzhalsreiher (Ardea melanocephala)
- Purpurreiher (Ardea purpurea)
- Rallenreiher (Ardeola ralloides)
- Kuhreiher (Bubulcus ibis)
- Zwergstrandläufer (Calidris minuta)
- Kampfläufer (Calidris pugnax)
- Graufischer (Ceryle rudis)
- Weißstorch (Ciconia ciconia)
- Witwenpfeifgans (Dendrocygna viduata)
- Seidenreiher (Egretta garzetta)
- Gleitaar (Elanus caeruleus)
- Rothalsfalke (Falco chicquera)
- Stelzenläufer (Himantopus himantopus)
- Riedscharbe (Microcarbo africanus)
- Sichler (Plegadis falcinellus)
- Krokodilwächter (Pluvianus aegyptius)
- Pharaonenibis (Threskiornis aethiopicus)
- Dunkelwasserläufer (Tringa erythropus)
- Bruchwasserläufer (Tringa glareola)
- Grünschenkel (Tringa nebularia)
- Spornkiebitz (Vanellus spinosus)[3]

## Bevölkerung
Bei der Volkszählung 2012 hatte Latakabia Sonrai 1340 Einwohner, die in 196 Haushalten lebten. Bei der Volkszählung 2001 betrug die Einwohnerzahl 1352 in 168 Haushalten und bei der Volkszählung 1988 belief sich die Einwohnerzahl auf 1211 in 156 Haushalten.

## Wirtschaft und Infrastruktur
Am Fluss erstreckt sich ein bewässerungsfeldwirtschaftliches Areal. Es gibt eine Schule im Dorf. Südlich von Latakabia Sonrai verläuft die 214,1 Kilometer lange Nationalstraße 4 zwischen der Hauptstadt Niamey und der Staatsgrenze zu Burkina Faso.